# Kanton Calais-Centre
Kanton Calais-Centre (francouzsky Canton de Calais-Centre) byl francouzský kanton v departementu Pas-de-Calais v regionu Nord-Pas-de-Calais. Tvořily ho tři obce. Zrušen byl po reformě kantonů 2014.

## Obce kantonu
- Les Attaques
- Calais (část)
- Coulogne